# Rigina
Rigina è l'ottavo album della cantante italiana Pietra Montecorvino, pubblicato dall'etichetta discografica Lucky Planets nel 2019.

## Tracce
1. Rigina – 4:21
2. Mi vendo – 2:36
3. Napoli mia – 3:47
4. Mai mai mai – 3:40
5. Miss Vesuvia – 3:26
6. Tu no – 4:06
7. No no no – 2:56
8. O'core zitto – 4:31
9. Rosa senza terra – 4:07
10. Pietra contro tutti – 3:23
11. Canzone della jettatura – 3:48

Durata totale: 40:41